# 日本少年偶像

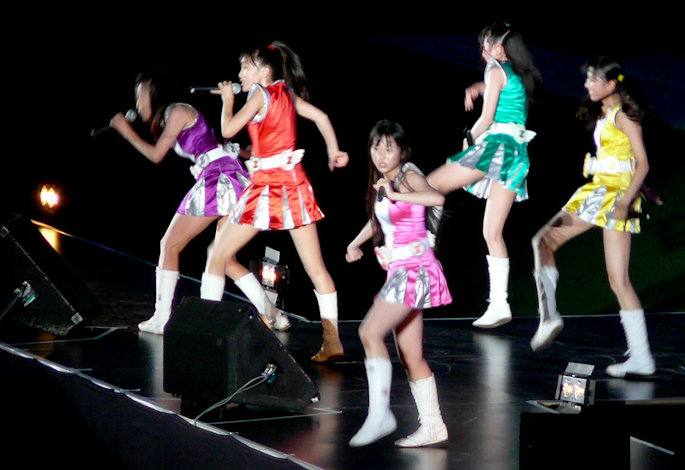
桃色幸運草Z在成員們陸續長大為成人之前，曾是一個少年偶像組合。根據2013-2017年的調查，桃色幸運草Z為最具知名度的日本女性偶像組合

日本少年偶像（日語： Junia Aidoru）是指低年齡的日本偶像，其年紀一般在15歲以下，故又稱作U-15（Under 15）。但也有定義把其延伸至16-17歲的青少年。年少偶像屬於日本偶像文化的一部分。他們大多為寫真偶像，以寫真集和寫真视频作為主要營銷手段，但也有部分偶像會接受專門的演藝訓練。他們主要靠商品和經紀公司來營利，這點与兒童模特兒不同。
這門產業具有一定爭議性，因為參與寫真攝影的偶像們年齡頗低。在日本，少年偶像屬於法律上的灰色地帶，不過兩度修法皆對業界構成一定打擊。

## 詞源
20世紀90年代中期，作家兼自由職業者中森明夫提出了「 Chaidoru」（兒童偶像，英語：chidol）這一「兒童」和「偶像」的英語混成詞，用於代指在電視節目等媒體上日益活躍的小學生偶像及兒童模特兒。1996年3月，《週刊SPA！》在專欄上首次引用了這個詞語。之後這一個混成詞的使用度便逐漸下降，取而代之的是更為廣義的「 junia aidoru」（少年偶像，英語：Junior idol），使得其能跟日本主流偶像文化拉近。

## 定義
日本少年偶像指的是15岁以下的男女偶像，但也有定義把其延伸至16-17歲的青少年。他們在市场上跟粉絲存有擬社會關係。粉絲透過購買商品來支持他們。他們大多擁有專屬的事務所，當中一些會提供表演培訓，並予以偶像們出演电视广告、写真集等等的機會。雖然有資料顯示寫真偶像的出場費一般較低，但部分少年偶像視這份職業為一個使其能更容易成為主流偶像的門路，他們的家長當中也有一部分這樣認為；而少年偶像中的確有於最後成為主流偶像的例子。

## 歷史
日本在20世紀70年代開始盛行商業上的少女裸體照片寫真集買賣:49。少女的裸體在80年代後期開始成為了審查的針對目標。而日本的《兒童買春、兒童色情關係行為等處罰及兒童保護等相關法律》於1999年11月推行後，相關作品的製作發行在當地便被認定為違法。自此之後，少年偶像產業便開始興起。
此後，由於志保乃涼、仲村美羽、泉明日香等少年偶像所構成的影響，整個業界開始出現過激化的趨勢。此外亦出現了像妹屋本舖般的年少偶像產品專門店。
2007年左右，日本市面開始出現以正太控女性為目標的少年偶像DVD:161-166。
年少偶像活動的平台在2000年代後期變得多樣化，他們始在樂壇、雜誌、互聯網等平台活躍起來。
2014年，日本的儿童色情制品法加入了新的條文，使得「在兒童局部或全部沒有衣服覆蓋的情況下，強調其性器官及周圍、臀部或胸部」的映像被界定為違法，這令部分專門店的生意受到影響，因為顧客擔心自己因持有收錄「穿著泳裝的兒童」的映像而觸法。由於上述限制的關係，所以已少有少年偶像再推出寫真DVD及寫真集。

## 發行活動
有關作品會透過各種形式發行，比如DVD、雜誌、網站、影片、寫真集，《紐約時報》稱該些偶像在雜誌上擺出的姿勢大多「帶有性暗示」。像CandyDoll般的製作商曾經設有官方網站，用戶可以付費訂閱形式獲得有關圖像和影片；日本的大型網購網站、書店、AV售賣店亦有出售這類產品:24:12。除此之外，也有部分少年偶像會站在舞台上唱歌表演、於現場跟粉絲見面聊天、在街頭上現身被粉絲圍觀拍照、進行線上歌唱直播。
女性少年偶像的部分寫真作品會拍攝她們身穿「校服、連身衣、比基尼」的樣子，此外也有Cosplay成女僕和格鬥少女的例子。一些女性年少偶像會在作品中把正在溶掉的香草冰激凌舔掉（當中一些會滴在胸前）；擺出M字腿；穿著丁字褲等曝露衣服。這些沒有明確性行為或露出性器官的內容稱作「非裸情色」（着エロ）。她們有部分會在穿著這些衣物的同時坐在浴缸上前後磨擦、露出臀部。還有的會在身穿校服的情況下吹笛、坐在平衡球上上下跳動。少年偶像的印象DVD封面會強調罩杯等重點，以刺激消費慾望。
男子年少偶像的映像內容包括在沙灘上半裸地表演空手道或玩弄沙灘排球、以只穿著褌或白色三角褲的模樣出現在鏡頭前、在鏡頭前穿上校服短褲、以穿有泳裝的樣子玩沙或浴室玩具。
部分作品會出現年齡欺詐的情況。

## 經濟收入
Livedoor新聞於2007年訪問了一位業內人士，其表示大多拍攝寫真的少年偶像都加入了専屬事務所。出演一部作品可換取20-30萬日元的收入。但該些事務所會抽取作品收入的5-8成，故此交到家長上的錢約有10-15萬日元。若演出者人氣較高，演出費則可以去到40-50萬日元。
香月真理子於2009年指出，少年偶像的出場費一般定價在一盒10-30萬日元左右，但其他來源指出也有1盒約15000日元的例子:169。
《紐約時報》在2012年報導指，少年寫真偶像的出場費為一次20萬日元。BBC於2017年推出了一部紀錄片，當中主持人斯泰西·杜利（Stacey Dooley）訪問了一位寫真影片製片人，他表示6歲少年偶像和高中生的寫真DVD可使自己分別賺取5百万日元及約1百万日元。

## 爭議
這個產業在日本是帶有爭議性的，一些日本人民及政治家批評不應以這樣的方式刻畫當地的未成年少女，不過辯護者則認為有關產品主要不是為滿足性需求而誕生，而是為了治癒人心。亚当·斯特普尔顿（Adam Stapleton）認為，此類作品「透過表達一種凝視和孩童的身體，來投射對童年的幻想」，並不關於「淫蕩地展示有衣服遮蓋的性器官」。
2008年，联合国儿童基金会於日本發起了一項運動——「向儿童色情制品说『不』」日本四家主要互聯網門戶網站響應了此一運動，在站點上刪除了有關年少偶像的內容。該活動還向日本政府提交了10萬多個簽名，要求日本政府修改其兒童色情制品法，加強對兒童色情制品的管制，其中包括要求把持有年少偶像相關制品認定為違法。
儘管有著上述批評，但截至2016年為止，秋葉原等地的商店依然能夠售賣相關商品:24。

### 法律
在日本，年少偶像屬於法律上的灰色地帶。有關物品受到《兒童買春、兒童色情關係行為等規制及處罰並兒童保護等相關法律》規管。不過該些作品有可能於日本海外認定為違法。
上述法律定義兒童色情製品為「在兒童局部或全部沒有衣服覆蓋的情況下，露出及強調其性器官及周圍、臀部或胸部」；攝有「兒童的性交或性交類似行為」或「他人接觸兒童的性器官或兒童接觸他人的性器官」的記錄映像。
2007年8月25日，亚马逊日本把600多部年少偶像作品下架，因為其認為這些作品很有可能觸法。同年10月16日，日本警視廳少年育成課拘捕了年少偶像產業巨頭心交社的數名嫌疑人，指他們製作的寫真視頻可能違反《兒童色情法》。警方表示該部寫真視頻於印尼巴厘岛製作，當中「猥褻地」拍攝了一位17歲女子高中生穿著泳衣的樣子。東京地方檢察廳以「跟其他作品比較起來，不能說是猥褻」為由，決定不對此進行起訴:137。此一案例及後成為了其他類似案件的參考例子。
2007年12月3日，仲村美羽的前事務所因過激地拍攝17歲的女子高中生穿著泳衣的樣子，而被警方調查。最終4人被捕，當中包括前社長。仲村對此表示：「為年少偶像產業創造了過激露出的風向的……美羽認為就是本人」。
2009年2月16日，少年偶像事務所Pinky Net因為製造「猥褻的」少年偶像DVD而被警方調查，最終4人被捕。警方表示該部DVD攝有16歲女子高中生過激地穿著泳衣的樣子。
2017年7月28日，日本警視廳拘捕了白鳥千里、秋元哲、福田值生、少年偶像的父親4人，指他們在2015年拍攝一名13歲的女童身穿半透明泳衣的樣子，因此涉嫌違反《兒童買春、兒童色情關係行為等規制及處罰並兒童保護等相關法律》。